# Spruce Knob
Spruce Knob in Pendleton County ist mit 1482 m der höchste Berg im US-Bundesstaat West Virginia. Der Gipfel des Spruce Knob ist gleichzeitig der höchste Berg in den Allegheny Mountains.